# José Luis Ribera Uranga
José Luis Ribera Uranga (Azkoitia, 1 de juny de 1965) és un exfutbolista basc, membre de l'anomenat Super Depor, equip que va sorprendre a principi dels noranta fent del modest equip corunyès un dels grans de la lliga espanyola.

## Trajectòria
Es va formar en les categoria inferiors de la Reial Societat fins que la temporada 1984-1985 debuta en Primera divisió amb el primer equip donostiarra. No es consolida en el primer equip i es marxa al Sestao de la Segona divisió; després d'una bona temporada és fitxat pel Real Burgos en la temporada 1989-90, amb el Burgos realitza una gran temporada en Segona divisió i aconsegueixen l'ascens.
A l'any següent el Burgos es va a convertir en un dels equips revelació de la lliga espanyola classificant-se finalment en una digna onzena posició. D'aquell equip van destacar sobretot la davantera formada pel bosni Jurić i el romanès Balint, i el centre de la defensa format per Alejandro Rodríguez López i Ribera que, al costat del porter Elduayen, van fer que l'equip fora un veritable fortí. La seva bona temporada en Primera divisió fa que es fixi en ell equips de major pressupost, entre ells el recién ascendit Deportivo de La Corunya.
Després d'algunes polèmiques i enemistats per la forma de sortir del club, Ribera finalment fitxa per l'equip gallec. A la temporada l'equip se salva per la promoció. En la seva segona temporada en el club es classifiquen en tercera posició disputant la lliga contra el Reial Madrid i el Barcelona fins a poques jornades del final.
Juga en el Depor fins a la temporada 1995-96. Amb Djukic va formar un tàndem que va dur al porter Francisco Liaño Fernández a adjudicar-se el trofeu Zamora, a més va participar en el primer títol de copa que va assolir l'entitat.
Deixat el futbol es fa entrenador i entrena a les categoria inferiors del Deportivo de La Corunya, fins que és reclamat pel club perquè sigui el segon entrenador de Lotina.